# 러시아 5인조
힘센 무리(러시아어: Могучая Кучка 모구차야 쿠치카[*])는 비평가 블라디미르 스타소프와 밀리 발라키레프가 주도하는 러시아의 5명의 국민악파 작곡가 그룹에게 붙인 이름으로, 한국어권에서는 러시아 5인조 또는 러시아 국민악파로 알려져 있다.
나머지 일원은 니콜라이 림스키코르사코프, 모데스트 무소륵스키, 알렉산드르 보로딘, 체자르 큐이다. 이전에는 미하일 글린카가 러시아 민족주의 성향의 곡을 썼지만, 러시아 5인조는 러시아 고유의 음악을 만드는 것에 주력했다.
이들은 미하일 이폴리토프이바노프, 알렉산드르 글라주노프, 드미트리 쇼스타코비치, 이고르 스트라빈스키, 세르게이 프로코피예프 등 많은 후대 러시아 작곡가들에게 영향을 주었다. 프랑스 6인조, 미국 5인조, 보스턴 6인조(또는 2차 뉴잉글랜드 악파), 튀르키예 5인조의 이름은 여기에서 빌려온 것이다.

## 같이 보기
- 프랑스 6인조